# Vanguarda ucraniana

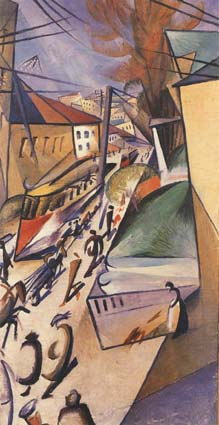
Tram, Alexander Bogomazov, 1914

Vanguarda ucraniana é um termo amplamente utilizado para se referir às metamorfoses mais inovadoras da arte ucraniana do final dos anos 1900 até meados dos anos 1930, juntamente com artistas associados. Em termos gerais, é a arte ucraniana sincronizada com a vanguarda internacional em escultura, pintura, literatura, cinema, teatro, cenografia, arte gráfica, música e arquitectura. Alguns artistas ucranianos de vanguarda que são bastante conhecidos incluem Kazimir Malevich, Alexander Archipenko, Vladimir Tatlin, Sonia Delaunay, Vasyl Yermylov, Alexander Bogomazov, Aleksandra Ekster, David Burliuk, Vadym Meller e Anatol Petrytsky, e todos eles estavam intimamente ligados às cidades ucranianas Kiev, Kharkiv, Lviv e Odessa por nascimento, educação, idioma, tradições nacionais ou identidade. Um dos primeiros usos do termo "vanguarda ucraniana" em relação à pintura e escultura durante a censura soviética foi na discussão artística na exposição dos sonhos de Tatlin, com curadoria do historiador de arte parisiense Andréi Nakov, em Londres, 1973, que exibiu obras dos artistas ucranianos Vasyl Yermylov e Alexander Bogomazov . As primeiras exposições internacionais de vanguarda na Ucrânia, que incluíram artistas franceses, italianos, ucranianos e russos, aconteceram em Odessa e Kiev, no Salão Izdebsky; mais tarde, as peças foram exibidas em São Petersburgo e Riga.
O primeiro grupo artístico formal chamou-se a si mesmo de "Avangarde" (Vanguarda), que foi fundado em Kharkiv em 1925.